# Condado de Jefferson (Missouri)
O Condado de Jefferson é um dos 114 condados do estado americano de Missouri. A sede do condado é Hillsboro, e sua maior cidade é Hillsboro. O condado possui uma área de 1 720 km² (dos quais 19 km² estão cobertos por água), uma população de 198 099 habitantes, e uma densidade populacional de 116 hab/km² (segundo o censo nacional de 2000). O condado foi fundado em 1818.